# Saori Yuki
Saori Yuki (由紀さおり, Yuki Saori), née le 13 novembre 1948 est une chanteuse et une actrice japonaise.
Son véritable nom est Akiko Yasuda (安田 章子, Yasuda Akiko). Elle est née à Kiryū dans la préfecture de Gunma et a été élevée à Yokohama. Elle a commencé sa carrière de chant avec sa sœur aînée Sachiko.
Bien qu'en 1965, elle ait fait ses débuts avec elle sur un premier simple Hitchhike Musume sur le label King Records en tant que Akiko Yasuda, le résultat n'était pas réussi et n'a pas été distribué pendant quelques années.
Elle a subitement eu du succès avec Yoake no Scat (Scat at dawn) en 1969, avec 1,5 million de disques vendus, qui l'a poussée à chanter au NHK's Kōhaku Uta Gassen, le spectacle de musique annuel de fin d'année (depuis lors, elle a continué d'y apparaître jusqu'en 1978).
Elle a reçu le Best Vocalist Award in 15th Japan Record Awards avec son (succès) Koibumi (la Lettre d'amour).
Elle était rapidement devenue une personnalité de TV populaire dans les émissions de variétés et d'autres programmes, ainsi qu'actrice dans plusieurs films.
Elle a reçu le Prix de la performance exceptionnelle pour une actrice dans un second rôle au Japan Academy Prize en 1983 pour son rôle de Chikako Numata, une mère de deux fils difficile dans The Family Game.
Elle a commencé à se recentrer sa carrière en tant que chanteuse avec sa sœur Sachiko en 1985.
Elles ont visité le pays avec leur spécialité d'origine japonaise Children's song et ont reçu le Best Planning Award au 28th Japan Record Awards pour leur album Ano-toki, Kono-uta (あの時・この歌 (those times, these songs)).
Leur répertoire n'a pas été limitée aux chansons pour enfants, mais des chansons originales, pops, classic, et anime (chansons de dessins animés).
En 2009, elle sort son premier album original depuis 1984, pour fêter le 40e anniversaire de sa carrière de chanteuse en tant que Saori Yuki.
Un album de collaboration avec Pink Martini intitulé 1969 est sorti en novembre 2011 dans plus de 20 pays, et rapidement gagné en popularité dans divers pays, y compris les États-Unis, le Canada, Singapour et la Grèce.

## Discographie
Comme Akiko Yasuda:
- Hitchhike Musume (1965)
- Doko ni iruno Papa? (1965)

Comme Saori Yuki:
- Yoake no Scat (1969)
- Tenshi no Scat (1965)
- Tegami (1970)
- 1969 (2011) en collaboration avec Pink Martini.

## Filmographie partielle
- 1983 : Jeu de famille (家族ゲーム, Kazoku Gēmu?) de Yoshimitsu Morita
- 1985 : Sōshun monogatari (早春物語?) de Shin'ichirō Sawai : Keiko Otake

## Source de la traduction
- (en) Cet article est partiellement ou en totalité issu de l’article de Wikipédia en anglais intitulé « Saori_Yuki » (voir la liste des auteurs).